# Fundación para la Internacionalización de las Administraciones Públicas
La Fundación para la Internacionalización de las Administraciones Públicas (FIAP),  es una fundación pública española del sistema de Cooperación Española especializada en la promoción de las políticas públicas que trabaja en la mejora de sistemas públicos en más de 100 países, gestionando proyectos de cooperación internacional.
La actuación de la FIAP se enmarca en la política exterior española, apoyando la actividad internacional de la Administración española en las áreas geográficas y los ámbitos de actuación prioritarios.

## Origen
En 1998 nace la fundación bajo el nombre Fundación Iberoamericana de Gobierno y Políticas Públicas, con la finalidad de trabajar en la cooperación técnica con las Administraciones Públicas con terceros países fundamentalmente en Iberoamérica. 
En el año 2000 se fusiona con la Fundación Instituto Iberoamericano de Administración Pública (creada en 1997) dando lugar a la Fundación Internacional y para Iberoamérica de Administraciones y Políticas Públicas (FIAPP).[cita requerida]
En marzo de 2025 cambia el nombre por «Fundación para la Internacionalización de las Administraciones Públicas» (FIAP). 
A fecha de abril de 2025, FIAP es parte integrante del conjunto de la Cooperación Española, gestionando proyectos de cooperación técnica, financiados por la Unión Europea y por el Ministerio de Asuntos Exteriores y de Cooperación.[cita requerida]

## Proyectos de cooperación
FIAP trabaja al servicio de las administraciones públicas, gestionando la participación de sus diferentes órganos en proyectos de cooperación técnica, así como en proyectos de cooperación internacional para la mejora de las administraciones públicas de los países en los que trabaja.[cita requerida]
En España gestiona de los proyectos del programa de hermanamientos de la Unión Europea y es entidad elegible, junto con la AECID y COFIDES, para la realización de proyectos de cooperación delegada de la UE.[cita requerida]

## Patronato
El órgano de gobierno de la FIAP es el patronato formado por presidente, vocales y secretario. 
La presidencia la ostenta el vicepresidente/a del Gobierno de España. Los vocales son el ministro/a de Asuntos Exteriores, Unión Europea y Cooperación; y los responsables de las Secretarías de Estado de Relaciones con las Cortes y Asuntos Constitucionales; de Economía y Apoyo a la Empresa; Asuntos Exteriores y para Iberoamérica y el Caribe; y de la Secretaría de Estado para la Unión Europea.

## Objetivos
La FIAP gestiona proyectos de cooperación técnica internacional al servicio de las administraciones con el objetivo de mejorar los sistemas públicos en los países en los que trabaja. Constituye un instrumento para el intercambio de experiencias y buenas prácticas de la Administración española y para la mejora de modelos de políticas públicas. Contribuye a fomentar y consolidar relaciones de confianza con administraciones de otros países y con organismos internacionales.[cita requerida]

## Ámbito de actuación de la FIAP
La FIAP gestiona proyectos de los siguientes ámbitos:
- Seguridad, paz y desarrollo
- Economía verde y transición justa
- Finanzas públicas y desarrollo económico
- Cohesión social, gobernanza y modernización de las Administraciones públicas
- Justicia y Estado de derecho
- Migraciones y movilidad humana
- Digitalización y conectividad
- Políticas sociales, libertades y derechos